# 오크니 제도 신석기 유적
오크니 제도 신석기 유적(Heart of Neolithic Orkney)는 스코틀랜드 북동부 오크니 제도에서 가장 큰 섬인 오크니 본섬에서 발견되는 여러 신석기 시대 기념물들을 집합적으로 이르는 것이다. 1999년 유네스코의 세계유산으로 등록되었다.
크게 네 부분으로 이루어져 있다.
1. 매스 호웨: 동지날에 석실 안에 빛이 들어오는 연도분. 중세에 바이킹들이 이 곳을 도굴하면서 세계 최대 규모의 룬 문자를 새겨놓고 갔다.[2]
2. 스테니스의 선돌: 본래 환상열석의 일부였으나 이제는 선돌 네 개만 남아 있는 유적. 가장 큰 선돌의 높이는 6 미터.[3][4]
3. 브로드가 환상열석: 직경 104 미터의 환상열석. 원래 60개의 돌들이 깊이 3 미터, 간격 10 미터로 세워서 세워져서 스톤헨지 같은 형태를 이루었을 것이라 한다. 세우는 데 8만 명의 노동력이 필요했을 것이라 추측된다.[5][6]
4. 스캐러 브레이: 8개의 반지하 가옥 유적. 북유럽에서 가장 잘 보존된 신석기 취락 유적이다.[7]